# Juan Mackenna

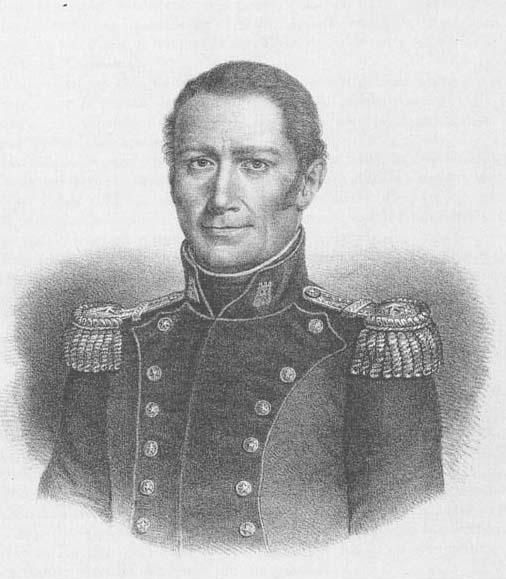
Brigadeiro Juan Mackenna O'Reilly

Juan Mackenna O'Reilly, nascido John MacKenna ou Seán Mac Cionath, em irlandês, (Clogher, Condado de Tyrone, província de Ulster, atual Irlanda do Norte, 26 de outubro de 1771 — Buenos Aires, Argentina, 21 de novembro de 1814) foi um engenheiro militar e general do exército chileno durante a guerra de independência.

## Exílio e morte
Após um golpe de estado liderado por Luis Carrera, foi exilado para a Argentina em 1814. Cruzando-se em Buenos Aires com o irmão de Carrera, também chamado Luis, entram numa querela que irá culminar num duelo, sendo nele morto, a 21 de novembro de 1814.